# 24 شعبان
- السبت
- الأحد
- الاثنين
- الثلاثاء
- الأربعاء
- الخميس
- الجمعة

- 2525 يناير 2025
- 2626 يناير 2025
- 2727 يناير 2025
- 2828 يناير 2025
- 2929 يناير 2025
- 3030 يناير 2025
- 131 يناير 2025
- 21 فبراير 2025
- 32 فبراير 2025
- 43 فبراير 2025
- 54 فبراير 2025
- 65 فبراير 2025
- 76 فبراير 2025
- 87 فبراير 2025
- 98 فبراير 2025
- 109 فبراير 2025
- 1110 فبراير 2025
- 1211 فبراير 2025
- 1312 فبراير 2025
- 1413 فبراير 2025
- 1514 فبراير 2025
- 1615 فبراير 2025
- 1716 فبراير 2025
- 1817 فبراير 2025
- 1918 فبراير 2025
- 2019 فبراير 2025
- 2120 فبراير 2025
- 2221 فبراير 2025
- 2322 فبراير 2025
- 2423 فبراير 2025
- 2524 فبراير 2025
- 2625 فبراير 2025
- 2726 فبراير 2025
- 2827 فبراير 2025
- 2928 فبراير 2025

24 شعبان أو 24 شعبان المُعَظّم أو يوم 24 \ 8 (اليوم الرابع والعشرون من الشهر الثامن) هو اليوم الحادي والثلاثون بعد المائتين (231) من أيَّام السنة (أو الثاني والثلاثون بعد المائتين لو كان شهر جمادى الآخرة مُتممًا لليوم الثلاثين أو الثالث والثلاثون بعد المائتين لو أتم كلاً من صفر وربيع الآخر وجمادى الآخرة ثلاثين يوماً) وفق التقويم الهجري القمري (العربي). يبقى بعده 123 أو 124 يومًا لانتهاء السنة.

## أحداث
- 13 هـ - نشوب معركة أليس الصغرى بين المسلمين بقيادة المُثَنَّى بن حارثة والفرس الساسانيين، وكان النصر فيها حليفًا للمسلمين.
- 137 هـ - مقتل القائد العسكري أبو مسلم الخراساني صاحب الدعوة العباسية، بأمر من الخليفة أبو جعفر المنصور الذي خاف استفحال أمره.
- 1221 هـ - صدور فرمان من الدولة العثمانية بتثبيت محمد علي باشا في ولايته على مصر بعد أن أصرت الزعامة الشعبية على ذلك.
- 1247 هـ - انطلاق مقاومة الأمير عبد القادر ضد الاحتلال الفرنسي للجزائر.
- 1299 هـ - البريطانيون يضربون مدينة الإسكندرية إبان الثورة العرابية، حيث حاصر الأسطول البريطاني مدينة الإسكندرية واختلق ذرائع لضربها واحتلالها مساندةً للخديوي توفيق.
- 1346 هـ - سلطة الانتداب الفرنسي على سوريا تعين تاج الدين الحسني رئيسًا على سوريا.
- 1353 هـ - الحركة الوطنية المغربية تقدم وثيقة مطالب الشعب المغربي إلى سلطات الحماية الفرنسية.
- 1354 هـ - مقتل المجاهد الشيخ عز الدين القسام بعد أن قامت القوات البريطانية بتطويق بلدة يعبد وحصول تبادل لإطلاق النار بين الفريقين.
- 1418 هـ - المسلحون في الجزائر يذبحون 59 في قريتي تباريت وبابنام قرب الجزائر العاصمة.
- 1428 هـ - الرئيس الجزائري عبد العزيز بوتفليقة ينجو من تفجير انتحاري يستهدف مستقبليه في باتنة أدى لقتل 15 شخصا وجرح 74 آخرين.
- 1430 هـ - مصرع 55 شخص ما بين سيدة وطفل إثر احتراق خيمة أفراح في منطقة العيون في الكويت.
- 1431 هـ -
  - ارتفاع حصيلة ضحايا الفيضانات في باكستان إلى 1,600 قتيل وآلاف المُشردين، لتكون تلك الكارثة أسوأ فيضان يمر على البلاد حتى ذلك الحين.
  - إطلاق القمر الصناعي المصري نايل سات 201.
- 1438 هـ - الرئيس الإيراني حسن روحاني يفوز بولاية ثانية في الانتخابات الرئاسية الإيرانية.

## مواليد
- 1332 هـ - يوسف عز الدين عيسى، كاتب مصري.
- 1335 هـ - يوسف السباعي، أديب وصحافي مصري ووزير الثقافة في مصر.
- 1354 هـ -
  - لبنى عبد العزيز، ممثلة مصرية.
  - برلنتي عبد الحميد، ممثلة مصرية.
  - معروف رفيق محمود، شاعر فلسطيني.
- 1367 هـ - أديب قدورة، ممثل سوري من أصل فلسطيني.
- 1378 هـ - جمال عبد الناصر، ممثل مصري.
- 1381 هـ - عبد الله الثاني بن الحسين، ملك المملكة الأردنية الهاشمية.
- 1386 هـ - عبد الكريم جودة، دبلوماسي لبناني.
- 1397 هـ - بلقيس الملحم، شاعرة وكاتبة قصصية سعودية.
- 1408 هـ - مشاعل عقيل، مذيعة كويتية.
- 1409 هـ - شيماء جناحي، ممثلة بحرينية.

## وفيات
- 137 هـ - أبو مسلم الخراساني، قائد عسكري وصاحب الدعوة العباسية.
- 1354 هـ - عز الدين القسام، شيخ مجاهد فلسطيني لاذقي.
- 1363 هـ - أحمد سكيرج، فقيه ومتصوف وشاعر مغربي.
- 1397 هـ - عبد العزيز المسعود، ممثل كويتي.
- 1427 هـ - جاسم حمد الصقر، اقتصادي وسياسي كويتي.
- 1430 هـ - عبد اللطيف موسى، زعيم جماعة جند أنصار الله الفلسطينية.
- 1431 هـ - فاضل الفراتي، رجل دين شيعي عراقي ومؤسس «هيئة محمد الأمين الثقافية».
- 1432 هـ - زبن الخوالدة، حارس مرمى كرة قدم أردني.
- 1434 هـ - فوزية بنت فؤاد الأول، إمبراطورة إيران وابنة فؤاد الأول ملك مصر.
- 1437 هـ - محمد عبد العزيز، رئيس الجمهورية الصحراوية والأمين العام لجبهة البوليساريو.

## وصلات خارجية
- موقع قصة الإسلام: حدث في شهر شعبان.